# Dagmar Krause
Dagmar Krause (* 4. června 1950) je německá zpěvačka.

## Život a kariéra
Narodila se v Hamburku a svou kariéru zahájila ve čtrnácti letech zpěvem v místních klubech. V roce 1968 se stala členkou folkové kapely Die City Preachers, s níž nahrála jedno album s názvem Der Kürbis, die Traumtänzer und das Transportproblem. Kapela se rozpadla roku 1969. V roce 1972 založila spolu s Angličanem Anthonym Moorem a Američanem Peterem Blegvadem skupinu Slapp Happy. Skupina se v roce 1974 spojila s další kapelou podobného zaměření, Henry Cow. Spojení bylo ukončeno v roce 1975, avšak Krause (nikoliv však Moore a Blegvad) se skupinou Henry Cow nadále vystupovala. Slapp Happy již po roce 1975 nebyla aktivní, avšak několikrát byla jednorázově obnovena. V roce 1978 založila Krause spolu se dvěma členy Henry Cow, Fredem Frithem a Chrisem Cutlerem, skupinu Art Bears. Ta vystupovala do roku 1981. V roce 1983 trio působilo v projektu Duck and Cover. Krause spolu s Cutlerem a dalšími hudebníky působila v letech 1983 až 1986 v kapele News from Babel. Později vydala také několik sólových nahrávek.